# Livingston-Insel
Die Livingston-Insel (englisch Livingston Island) ist die zweitgrößte Insel der Südlichen Shetlandinseln vor der Westantarktis.
Die Insel ist 73 km lang und 34 km breit, die Fläche beträgt 974 km². Sie liegt westlich der benachbarten Greenwich Island sowie nördlich der Deception-Insel. Der höchste Punkt Livingstons ist mit 1700 Metern der Berggipfel Mount Friesland in den Tangra Mountains. Die Temperaturen im Sommer überschreiten kaum 3 °C, im Winter kann es bis −14 °C kalt werden.
Die Insel wurde am 19. Februar 1819 vom englischen Seefahrer William Smith entdeckt und bereits kurz darauf von Robbenjägern aufgesucht.
Heute befinden sich auf Livingston einige antarktische Forschungsstationen, darunter die spanische Juan-Carlos-I.-Station und die bulgarische St.-Kliment-Ohridski-Station. Die Insel ist auch Station für den Besuch von Kreuzfahrtschiffen.
Nach dem deutschen Politiker Manfred Wörner wurde der hier vorhandene Bergsattel Wörner Gap benannt.

## Karten
- L. L. Ivanov: Antarctica: Livingston Island and Greenwich, Robert, Snow and Smith Islands. Topografische Karte im Maßstab 1:120.000. Manfred-Wörner-Stiftung, Troyan, 2009, ISBN 978-954-92032-6-4
- L. L. Ivanov. Antarctica: Livingston Island and Smith Island. Scale 1:100000 topographic map. Manfred Wörner Foundation, 2017. ISBN 978-619-90008-3-0